# NGC 6501
NGC 6501 је лентикуларна галаксија у сазвежђу Херкул која се налази на NGC листи објеката дубоког неба.
Деклинација објекта је + 18° 22' 25" а ректасцензија 17h 56m 3,7s. Привидна величина (магнитуда) објекта NGC 6501 износи 12,4 а фотографска магнитуда 13,3. NGC 6501 је још познат и под ознакама UGC 11049, MCG 3-46-4, CGCG 113-9, KCPG 526B, NPM1G +18.0529, PGC 61128.